# GSC9031-3098
GSC9031-3098 — хімічно пекулярна зоря спектрального класу Si, що має видиму зоряну величину в смузі V приблизно 10,5.